# جرذ جزر نيكوبار
جرذ جزر نيكوبار (الاسم العلمي: Rattus burrus) (بالإنجليزية: Nicobar Archipelago Rat)‏ هو نوع من الحيوانات يتبع جنس الجرذ من الفصيلة الفأرية.